# Astragalus balchaschensis
Astragalus balchaschensis är en ärtväxtart som beskrevs av Georgji Prokopievič Sumnevicz. Astragalus balchaschensis ingår i släktet vedlar, och familjen ärtväxter. Inga underarter finns listade i Catalogue of Life.